# Thekla Edenfeld
Thekla Edenfeld (* 23. Mai 1871 in Stuttgart; † im 20. Jahrhundert) war eine deutsche Schriftstellerin.

## Leben
Thekla Edenfeld war wahrscheinlich der Geburtsname der Schriftstellerin und wurde später von ihr als Pseudonym genutzt. In Sophie Patakys Lexikon deutscher Frauen der Feder von 1898 wird sie als Frau Thekla Levi geführt, ebenso im Literarischen Jahrbuch und an anderen Stellen. Dies legt, zusammen mit der Adressangabe Lange Straße 12 b in Stuttgart, nahe, dass sie eine Angehörige der jüdischen Familie Edenfeld-Levi-Dessauer war.
Thekla Edenfelds Buch Hochzeits-Gedichte. Aufführungen und Festspiele für Jung und Alt zur grünen, silbernen und goldenen Hochzeit erschien in mindestens acht Auflagen bei der Ernstschen Verlagsbuchhandlung. Ein weiteres Werk war Die Augen der Medusa.

## Familie
An der ehemaligen Adresse Thekla Edenfelds in der Langen Straße in Stuttgart ist ein Stolperstein für Martha Edenfeld verlegt. Diese wurde am 21. Januar 1874 in Stuttgart geboren, könnte also eine Schwester Thekla Edenfelds gewesen sein. Sie heiratete den Antiquar und Kunsthändler Paul Levi (oder Levy) und lebte mit ihm in der Langen Straße 12 b, also im selben Haus wie Thekla Edenfeld. Zu der Kunstsammlung des Ehepaares gehörten Werke von Max Ackermann, Hans Molfenter, Reinhold Nägele, Emil Orlik und Hans Purrmann. Während Paul Levi schon vor der Machtübernahme der Nationalsozialisten starb, musste Martha Levi 1941 in ein Judenhaus in der Cäsar-Fleischlen-Straße 5 umziehen und sich später für 30.000 Reichsmark in das Altersheim Buttenhausen einkaufen. Am 22. August 1942 wurde sie nach Theresienstadt deportiert, wo sie am 6. September 1942 ermordet wurde.
Ihre Tochter Emma wurde Musikerin und spielte bis 1933 im Orchester von Radio Stuttgart. Sie heiratete am 20. September 1917 den Juristen Erich Dessauer, mit dem sie in der Uhlandstraße 21 in Stuttgart wohnte. Dessauer musste aus der Rechtsanwaltskanzlei, die er mit Martin Rothschild und Rudolf Hartmann betrieb, ausscheiden, als das Gesetz zur Wiederherstellung des deutschen Berufsbeamtentums in Kraft trat, und arbeitete ab 1936 als Rechtskonsulent in der Kronprinzstraße 12. Das Haus gehörte zum Teil seiner Ehefrau. Emma Dessauer wurde 1942 wegen Nichttragens des Judensterns zu drei Wochen Gefängnis verurteilt.
Erich Dessauer wurde am 3. September 1942 inhaftiert und am 17. Juni 1943 zusammen mit seiner Frau nach Theresienstadt deportiert. Er wurde am 16. Oktober 1944 in der Gaskammer in Auschwitz ermordet. Emma Dessauer überlebte die Zeit im Konzentrationslager und kehrte im Juni 1945 nach Stuttgart zurück, wo sie später eine Buchhandlung und einen Zeitungs- und Zeitschriftenvertrieb eröffnete. Sie lebte bis zum 27. Januar 1975. Von ihren Verwandten in Stuttgart soll sie nach dem Ende des Dritten Reiches nur eine Cousine wiedergetroffen haben, woraus man eventuell schließen kann, dass auch Thekla Edenfeld, die vielleicht eine Tante Emma Dessauers war, diese Zeit nicht überlebt hat.